# Pressefrihedsindex
Pressefrihedsindex er en oversigt over pressefriheden i verdens lande, udarbejdet af Journalister uden Grænser (Reporters Sans Frontièrsu). Oversigten kaldet Press Freedom Index udarbejdes hvert år. Indekset er udarbejdet på baggrund af et spørgeskema udsendt til journalister og andre mediearbejdere fra hvert land, samt, hvor mange journalister, der er blevet slået ihjel eller sidder i fængsel i hvert land. Indekset viser pressefriheden i det foregående år. Det er ikke et mål for menneskerettigheder generelt eller et mål for pressekvaliteten i de enkelte lande.

## Danmarks placering i pressefrihedsindexet
|           |           |             | Danmarks placering i pressefrihedsindexet |
| År        | Placering | Antal point | Kommentar |
| --------- | --------- | ----------- | --- |
| 2002      | 10        | 3,0         | |
| 2003      | 5         | 1,0         | |
| 2004      | 1         | 0,5         | |
| 2005      | 1         | 0,5         | |
| 2006      | 19        | 5,0         | Muhammedkrisen og retssag mod tre journalister på Berlingske Tidende for at offentliggøre materiale fra tidligere PET-agent Frank Grevil, april 2006. |
| 2007      | 8         | 2,0         | |
| 2011/2012 | 10        | 5,67        | Der blev ikke udgivet et indeks i 2011, og derfor tæller denne for begge år                                                                           |
| 2017      | 4         | 10,36       | Metoden blev ændret i 2013, og derfor er scoren ikke direkte sammenlignelig før og efter 2013                                                         |
| 2018      | 9         | 13,99       | Mordet på Kim Wall havde en negativ effekt |
| 2019      | 5         | 9,87        | |
| 2020      | 3         | 9,87        | |
| 2021      | 4         | 91,43       | |
| 2022      | 2         | 90,27       | |
| 2023      | 3         | 89,48       | |